# Rob Krier

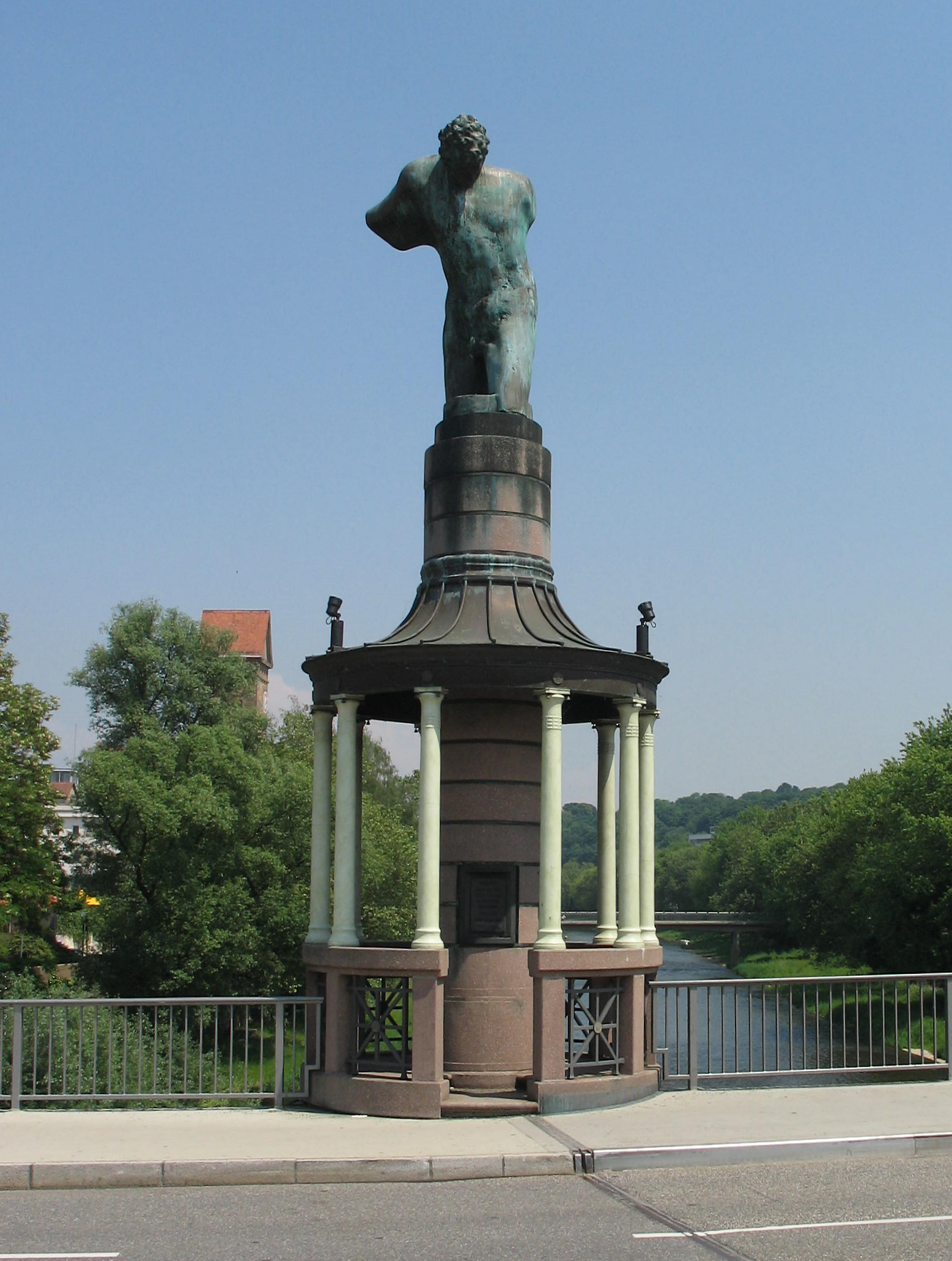
Rob i Leon Krier: pawilon na moście w Pforzheim

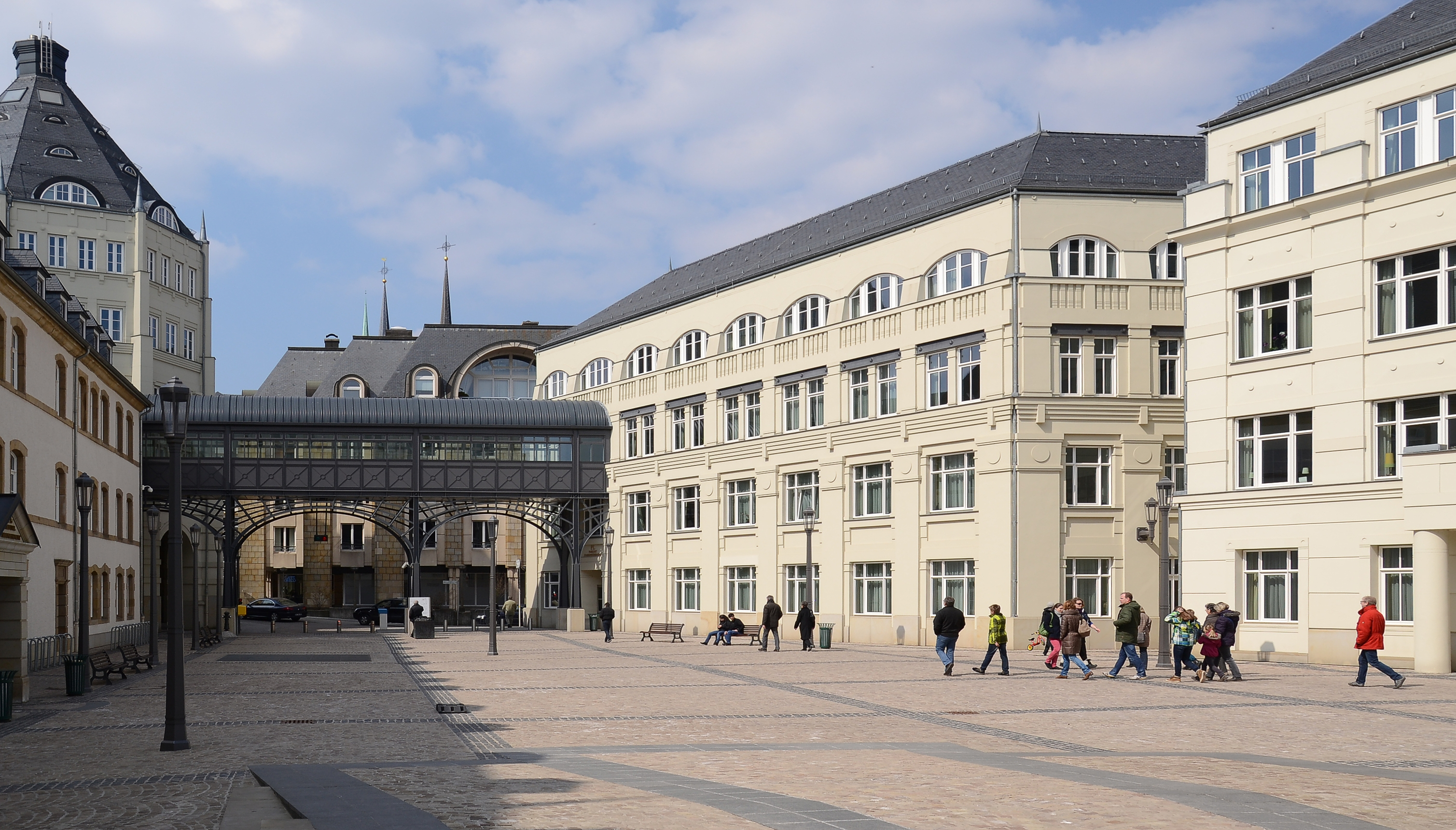
Kompleks sądowy w Luksemburgu

Rob Krier (ur. 10 czerwca 1938 w Grevenmacher, zm. 20 listopada 2023 w Berlinie) – luksemburski architekt, urbanista, planista, rzeźbiarz i niemieckojęzyczny publicysta, przedstawiciel współczesnej architektury konserwatywnej. W latach 70. był czołowym przedstawicielem postmodernizmu w architekturze, później, w latach 80. włączył się w powstały w Stanach Zjednoczonych ruch Nowego Urbanizmu i Nowego Tradycjonalizmu.

## Życiorys

### Wykształcenie i kariera naukowa
Rob Krier, starszy brat Léona Kriera, studiował w latach 1959–1964 architekturę na Uniwersytecie Technicznym w Monachium. Po studiach, w latach 1965–1970, współpracował z Oswaldem Mathiasem Ungersem (w Kolonii i Berlinie) oraz z Freiem Otto (w Berlinie i Stuttgarcie).
Następnie, w latach 1973–1975, był asystentem na Uniwersytecie Stuttgarckim. Wykładał również, jako profesor wizytujący, na Politechnice Federalnej w Lozannie. W latach 1976–1998 był profesoem na Uniwersytecie Technicznym w Wiedniu, a w 1986 profesorem wizytującym na Uniwersytecie Yale (w New Haven).

### Biura architektoniczne
- 1976–1994: biuro architektoniczne w Wiedniu
- 1992–2004: biuro architektoniczne w Montpellier we Francji (wraz z Nicolasem Lebunetelem)
- od 1993: biuro architektoniczne w Berlinie (wraz z Christopherem Kohlem)

### Działalność planistyczna
Rob Krier odrzuca współczesne podejście do urbanistyki, w którym budynki traktowane są jako oddzielne obiekty w nieograniczonej przestrzeni. W swoich projektach kładzie duży nacisk na kontekst historyczny i przestrzenny miejsca, dążąc do harmonii między starym i nowym. Uważa tradycję europejską za niewyczerpalne źródło motywów architektonicznych.
Krier stał się znany dzięki książce „Stadtraum” (niem. Przestrzeń miejska) z 1975, w której omawia i krytykuje odbudowę zniszczonych struktur urbanistycznych i proponuje rekonstrukcję tradycyjnych kompozycji przestrzennych. Przedstawia też katalog typologii wnętrz ulic i placów.
Krier jest autorem wielu projektów planistycznych w Europie – zwłaszcza w Beneluksie i Niemczech – projektował obiekty w Stuttgarcie, Amsterdamie, Wiedniu, Berlinie.

### Życie prywatne
Był żonaty z Roswithą.

## Główne projekty
| Nazwa projektu | Rodzaj projektu                                            | Lata realizacji | Miasto              | Państwo    |
| -------------- | ---------------------------------------------------------- | --------------- | ------------------- | ---------- |
| Das Dorf       | kompleks mieszkalny dla osób starszych i niepełnosprawnych | 1989–1991       | Mülheim an der Ruhr | Niemcy     |
| De Resident    | centrum handlowo-administracyjne                           | 1989–2001       | Haga                | Holandia   |
| Budynek sądu   | gmach sądu i kompleks wokół niego                          | od 1992         | Luksemburg          | Luksemburg |
| Kirchsteigfeld | dzielnica Poczdamu                                         | do 1997         | Poczdam             | Niemcy     |
| Meander        | centrum mieszkaniowo-biurowe                               | 1995–2006       | Amsterdam           | Holandia   |
| Batavia        | dzielnica portowa                                          | od 2002         | Lelystad            | Holandia   |